# 柿原優子
柿原優子（日语：／ Kakihara Yūko），日本女編劇。編劇工房 月光所屬。日本編劇家聯盟會員。出身於大阪府大阪市。關西學院大學文學院畢業。
倉本聰主宰富良野塾第13期畢業。常與竹內利光、廣田光毅、加藤綾子合作作品。

## 參加作品
粗體字表示劇本統籌作品。

### 電視動畫
2004年
- 完美超人Joe（編劇）

2006年
- 陰守忍者！（編劇）
- 童話槍手小紅帽[注 1]（編劇）
- 銀河天使～N（編劇）

2007年
- 花鈴的魔法戒（編劇）
- 鋼鐵神吉克（編劇）
- 瀨戶的花嫁（編劇）
- 逮捕令 全速前進（編劇）

2008年
- 新楓之谷（編劇）
- S·A特優生 ～Special A～（編劇）
- 星際寶貝[注 2]（編劇）
- 夕陽染紅的坡道（編劇）
- 夜櫻四重奏（編劇）

2009年
- FRESH光之美少女！（編劇）
- BASQUASH！（編劇）
- 遊魂 -Kiss on my Deity-（編劇）
- 天降之物（編劇）
- 星際寶貝 ～惡作劇外星人的大冒險～[注 3]（編劇）

2010年
- 天降之物f（編劇）

2011年
- 寶石寵物 Sunshine（編劇）
- 花牌情緣（編劇）
- 女神異聞錄4 the ANIMATION（編劇）

2012年
- 元氣媽媽（編劇）
- 坂道上的阿波羅（編劇）
- 宇宙兄弟（編劇）
- Muv-Luv Alternative Total Eclipse（編劇）
- 蝦掰天文社（編劇）

2013年
- 花牌情緣2（編劇[注 3]）
- 幻想玩偶（構成協力[注 4]、編劇）
- 機巧少女不會受傷（編劇）

2015年
- Aikatsu！偶像活動！（編劇）
- 境界之輪迴（編劇）

2016年
- 最弱無敗神裝機龍[4]（編劇）
- 昭和元祿落語心中（編劇）
- 偶像學園STARS！（編劇）
- 境界的輪迴 (第2系列)（編劇）
- orange橘色奇蹟（編劇）

2017年
- 昭和元祿落語心中 -助六再現篇-（編劇）
- BanG Dream！（編劇）
- 月色真美（編劇）
- 境界之輪迴 (第3系列)（編劇）
- 猜謎王[5]（編劇）
- 戰刻夜想曲（編劇）

2018年
- 學園奶爸[6]（編劇）
- 偶像活動Friends！（編劇）
- 工作細胞[7]（編劇）
- 來玩遊戲吧（編劇）
- 來自繽紛世界的明日（編劇）
- CONCEPTION 產子救世錄（編劇）

2019年
- BanG Dream！ 2nd season（編劇）
- 偶像活動Friends！ ～閃耀的寶石～（編劇）
- 偶像活動 on Parade！（編劇）
- 偶像夢幻祭（編劇）
- 花牌情緣3（編劇）

2020年
- 入間同學入魔了！（編劇）
- BanG Dream！ 3rd season（編劇）

2021年
- 工作細胞!!（編劇）[8]
- 精靈寶可夢 旅途（編劇）
- 灼熱卡巴迪（編劇）
- 如果這叫愛情感覺會很噁心（編劇）
- 白砂的Aquatope（編劇）[9]

2022年
- 福星小子 (2022年版，第1期)（編劇）[10]

2023年
- Buddy Daddies[注 5][11]（編劇）
- 藍色管弦樂（編劇）[12]
- 藥師少女的獨語（劇本統括、編劇）

2024年
- 福星小子 (2022年版，第2期)（編劇）
- 模擬後宮體驗（編劇）[13]
- 青春之箱（編劇）[14]
- 七龍珠大魔（編劇）[15]

2025年
- 藥師少女的獨語 (第2期)（劇本總括、編劇）
- 天久鷹央的推理病歷表（編劇）[16]
- 藍色管弦樂 (第2期)（編劇）

2026年
- 蘑菇魔女（編劇）
- MAO[17]

### 電影動畫
2011年
- 劇場版 天降之物：計時的悲傷女神（編劇）

2014年
- 天降之物Final：永遠的我的鳥籠（編劇監修）

2015年
- 數碼暴龍大冒險tri.
  - 第1章「再會」（編劇[注 6]）

2016年
- 數碼暴龍大冒險tri.
  - 第2章「決意」（編劇[注 6]）
  - 第3章「告白」（編劇[注 7]）
- 劇場版 偶像學園STARS！（編劇）

2017年
- 數碼暴龍大冒險tri.
  - 第4章「喪失」（編劇[注 8]）
  - 第5章「共生」

2018年
- 數碼暴龍大冒險tri.
  - 第6章「我們的未來」

2024年
- 成為星星的少女（編劇[18]）
- 我的鬼女孩（編劇）[19]
- PUI PUI 天竺鼠車車 電影版 MOLMAX（編劇）

2025年
- 與愛麗絲夢遊仙境 -Dive in Wonderland-（編劇[20]）

### OVA
2011年
- 寶貝公主 3D天堂0（構成、編劇）

### 網路動畫
2020年
- 偶像活動 On Parade！Dream Story

2024年
- T·P時光特警（編劇）

### 活動動畫
2014年
- ZEPHYR（編劇[注 9]）

### 遊戲
2006年
- 純愛手札ONLINE（日语：ときめきメモリアルONLINE）（編劇）[注 10]

2007年
- 偶像大師（編劇）[注 11]

### 廣播劇CD
2006年
- 君吻（編劇）

2007年
- 銀河天使2 原創廣播劇CD（編劇）

2018年
- 《Aikatsu！偶像活動！》&《偶像學園STARS！》特別廣播劇CD（編劇[注 12]）

### 電視劇
2008年
- 東京幽靈物語（日语：東京ゴースト・トリップ）（編劇）

### 小說
2007年
- 銀河天使2—ISBN 9784059035169

2009年
- 星際寶貝（迪士尼動畫小說版[注 13]）—ISBN 9784037917609

2015年
- 境界之輪迴 如果可以從朋友做起（編劇[注 14]）—ISBN 9784092308343
- 境界之輪迴 歡迎來到地獄！（編劇[注 15]）—ISBN 9784092308374

### 劇作
1998年
- 短篇劇集 中學校劇作系列3 中學校的NOW 收錄在—ISBN 4880790834

### 其它
- 偶像大師 攜帶網頁（概念製作）
- 大發COO Web SPECIAL STORY 「知道耳環嗎」（編劇）
- 與媽媽同樂（日语：おかあさんといっしょ）人偶劇 Monoran Monoran（日语：モノランモノラン）（編劇）
- 工作血小板（原作）

## 歌曲作詞
- 星際寶貝 片尾曲「Stitch is Coming」（補作詞）
- 藥師少女的獨語 插入歌（作詞）

## 腳註

## 外部連結
- 柿原優子｜編劇工房 月光 （页面存档备份，存于） （日語）